# Asteriscus aquaticus
A asteriscus aquaticus é uma espécie de planta com flor, pertencente à família das asteráceas e ao tipo fisionómico dos terófitos. 

## Taxonomia
A autoridade científica da espécie é (L.) Less., tendo sido publicada em Syn. Gen. Compos. 210. 1832.
Tem como sinónimo Odontospermum aquaticum (L.) Sch. Bip.

## Nomes comuns
Também dá pelos seguintes nomes comuns: asterisco-da-água, pampilho-aquático ou pampilho-da-água. 

## Portugal
Trata-se de uma espécie presente no território português, nomeadamente em Portugal Continental.
Mais concretamente, medra nas zonas da Terra Quente Transmontana; em todas as zonas do Centro-Oeste, salvo o Centro-Oeste Arenoso; no Centro-leste de campina; no Centro-sul arrabidense; em todas as zonas do Sudeste; no Sudoeste setentrional e em todas as zonas do Algarve.
Em termos de naturalidade é nativa da região atrás indicada.

## Ecologia
Trata-se de uma espécie ruderal, que pulula nos ermos de matorrais ou em charnecas sáfaras e às vezes, ainda, nas cercanias de florestas.

## Protecção
Não se encontra protegida por legislação portuguesa ou da Comunidade Europeia.